# Каблов, Евгений Николаевич
Евге́ний Никола́евич Ка́блов (род. 14 февраля 1952, посёлок Сталинский Винзавод Теньгушевского района Мордовской АССР) — российский учёный в области материаловедения, в частности, материалов для авиационной и космической техники. Доктор технических наук, профессор, действительный член Российской академии наук (РАН) (2006), бывший генеральный директор Всероссийского института авиационных материалов (ВИАМ), член попечительского совета Фонда перспективных исследований (как представитель Президента РФ), член президиума научного совета при Совете безопасности РФ, член Научно-технического совета Военно-промышленной комиссии, член Совета РФФИ, член Авиационной коллегии при Правительстве РФ. Президент Ассоциации государственных научных центров РФ, председатель Научно-технического совета автономного учреждения «Технопарк-Мордовия», председатель Научно-технического совета при Губернаторе Самарской области. Лауреат Государственной премии СССР и двух Государственных премий РФ.

## Биография
Окончил Московский авиационный технологический институт им. К. Э. Циолковского в 1974 году.
- Октябрь 1974 — ноябрь 1983 года — инженер, старший инженер, ведущий инженер, начальник сектора Всесоюзного научно-исследовательского института авиационных материалов (ВИАМ).
- Ноябрь 1983 — октябрь 1988 года — освобождённый секретарь парткома ВИАМ Бауманского РК КПСС.
- Октябрь 1988 — декабрь 1996 года — заместитель начальника института по научной работе, заместитель генерального директора по научному направлению, заместитель начальника по научной работе ВИАМ. В 1995 году защитил докторскую диссертацию в виде научного доклада «Повышение эксплуатационных характеристик литых лопаток газотурбинных двигателей на жаропрочных никелевых сплавов путем управления процессом структурообразования при кристаллизации»[2], профессор (1996).
- С 1996 по 2021 годы — генеральный директор ВИАМ.

Е. Н. Каблов выдвигался в президенты РАН в 2013 и в марте 2017 года, но в окончательные списки кандидатов не попадал.
В июне 2017 года Отделением химии и наук о материалах РАН его кандидатура была выдвинута на сентябрьские выборы президента академии и затем согласована в правительстве РФ, как это требуется по новым правилам. По итогам первого тура выборов, к которым всего было допущено пять учёных, занял последнее место с 152 голосами (из 1596) и во второй тур не вышел. Как и в 2014 году, избран в состав Президиума Академии.
В 2024 году являлся доверенным лицом кандидата в президенты России Владимира Путина.
Имеет высокий индекс Хирша по РИНЦ (>70), обусловленный массовым цитированием его работ сотрудниками ВИАМ в периодических изданиях ВИАМ. Автор более чем 480 патентов (в 2010-е годы регистрировал по одному и более патенту в неделю), за которые получал авторское вознаграждение.

## Семья
Супруга — Ольга Ивановна (род. 1952), ведущий инженер НИИ технологии машиностроения. Дети: Дмитрий (род. 1975) и Татьяна (род. 1980); имеет семерых внуков.

## Награды

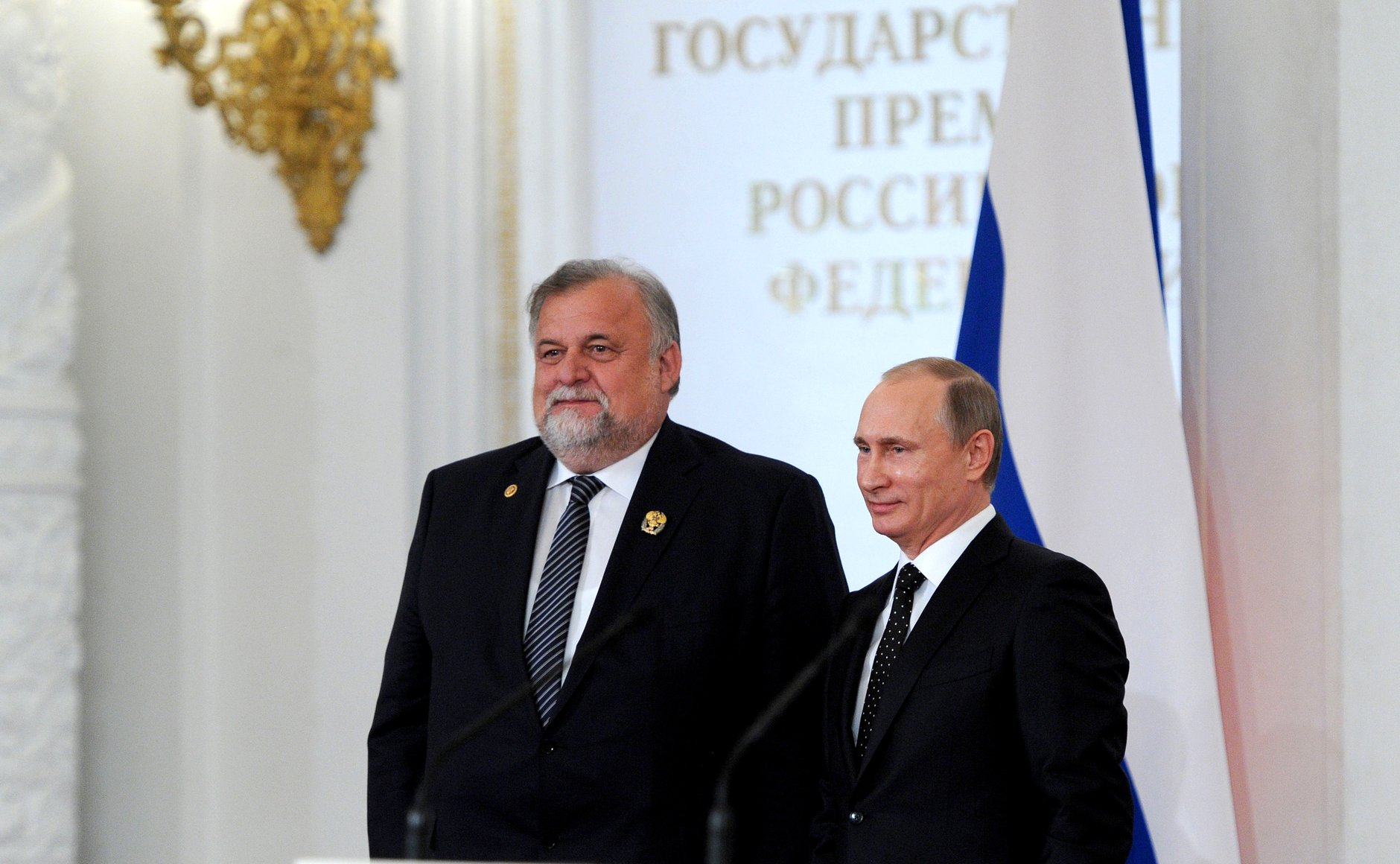
Вручение Государственных премий Российской Федерации за 2014 год, 12 июня 2015 года

### Государственные награды
- Орден Почёта (1998)[11]
- Орден «За заслуги перед Отечеством» IV степени (2002)[12]
- Орден «За заслуги перед Отечеством» III степени (2008)
- Орден Александра Невского (2018)[13]
- Орден «За заслуги перед Отечеством» II степени (5 февраля 2024) — за большой вклад в развитие отечественной науки, многолетнюю плодотворную деятельность и в связи с 300-летием со дня основания Российской академии наук[14]

### Ведомственные награды
- Знак Министерства транспорта РФ «Отличник воздушного транспорта» (2002)
- Почётная грамота Министерства промышленности, науки и технологий РФ (2002)
- Почётная грамота Правительства Москвы (2002)
- Почётная грамота Росавиакосмос (2002)
- Почётная грамота Государственной Думы Федерального Собрания Российской Федерации (2012)
- Медаль «70 лет атомной отрасли России» (2015)
- Медаль «За трудовую доблесть» Министерства обороны Российский Федерации (2017)

### Международные награды
- Кавалер ордена Заслуг перед Республикой Польша (2002)[15]
- Командор Ордена Короны (Бельгия) (2005)
- Международная премия имени А. П. Карпинского в области материаловедения (2006)
- Орден Тайваньской ассоциации по изобретениям (2011)

### Иные награды
- Лауреат Государственной премии СССР в области науки и техники (1987)
- Лауреат Государственной премии РФ в области науки и техники (1999)
- Лауреат Государственной премии РФ в области науки и технологий за 2014 год (2015)[16]
- Лауреат премии Правительства РФ за разработку и создание новой техники (2002)
- Лауреат премии Правительства РФ в области науки и техники (2010)
- Лауреат Премии имени П. П. Аносова РАН (1996) — за цикл работ «Материаловедение конструкционных сплавов нового поколения на основе интерметаллических соединений»
- Лауреат премии АССАД имени А. М. Люльки (1998)
- Орден международного форума «За личные заслуги по эффективному финансовому управлению» (2006)
- Почётная грамота Губернатора Московской области (2002)
- Золотая медаль имени Д. К. Чернова (2009)
- Золотая медаль имени чл.-корр. АН СССР А. Т. Туманова (2012)
- Медаль имени Н. Н. Семёнова за выдающиеся достижения в области инженерных наук (2012)
- Почётная грамота губернатора Хабаровского края (2012)
- Благодарность Президента Республики Татарстан (2012)
- Почётная грамота Президента Российской Федерации (25 июня 2012) — за достигнутые трудовые успехи и многолетнюю добросовестную работу
- Почётный гражданин Республики Мордовия (2012)
- Орден Славы III степени Республики Мордовия (2012)
- Медаль Почёта «За значительный вклад в развитие авиационной промышленности в Ульяновской области и многолетнюю плодотворную деятельность» (2012)
- Лауреат Международной премии имени А. Н. Туполева (2015)[17]
- Золотая медаль имени академика С. Т. Кишкина (2016)
- Почётный житель муниципального округа Басманный в городе Москве (2016)
- Лауреат премии Губернатора Самарской области (2017) — за значительный вклад в развитие научных исследований в интересах аэрокосмического кластера региона
- Медаль Совета Безопасности Российской Федерации «За заслуги в обеспечении национальной безопасности» (2017)
- Орден Славы II степени Республики Мордовия (2017)
- Медаль Республики Татарстан «За доблестный труд» (2017)
- Почётное звание «Заслуженный деятель науки Республики Мордовия» (2017)[18].